# La Liga de 2025–26
A LALIGA de 2025–26 (conhecida como LALIGA EA Sports por razões de patrocínio) é a 95ª edição da LALIGA. Ela começou em 15 de agosto de 2025 e está programada para terminar em 24 de maio de 2026. O cronograma das partidas foi publicado em 1º de julho de 2025.

## Participantes

### Promoção e rebaixamento (pré-temporada)
Um total de vinte times disputam a liga, incluindo dezessete times da temporada 2024–25 e três promovidos da Segunda Divisão 2024–25. Isso inclui os dois melhores times da Segunda Divisão e os vencedores dos play-offs de promoção.

### Times rebaixados para a Segunda Divisão
O primeiro time a ser rebaixado da La Liga foi o Valladolid, após uma derrota por 1 a 5 para o Betis em 25 de abril de 2025, após apenas uma temporada na primeira divisão. O segundo time a ser rebaixado foi o Las Palmas, após uma derrota por 0 a 1 para o Sevilla em 14 de maio de 2025, após duas temporadas na primeira divisão. O terceiro e último time rebaixado para a Segunda foi o Leganés, depois que o Espanyol conseguiu sobreviver ao vencer o Las Palmas na última rodada, após apenas uma temporada na primeira divisão.

### Equipes promovidas da Segunda Divisão
Em 25 de maio de 2025, o Levante se tornou o primeiro time a ser promovido matematicamente, garantindo o retorno à primeira divisão após uma ausência de três anos, após uma vitória por 3 a 2 contra o Burgos. O Elche se tornou o segundo time a ser promovido no último dia após derrotar o Deportivo La Coruña por 4 a 0, retornando após uma ausência de dois anos. O último time promovido foi o Real Oviedo, após superar o Mirandés por 3 a 2 no total na final do play-off de promoção em 21 de junho, retornando à primeira divisão após uma ausência de 24 anos.
| Promovidos Segunda Divisão de 2024–25 | Rebaixados La Liga de 2024–25 |
| ------------------------------------- | ----------------------------- |
| Levante                               | Leganés                       |
| Elche                                 | Las Palmas                    |
| Real Oviedo                           | Valladolid                    |

### Estádios e cidades
| Equipe             | Cidade                | Região                | Estádio                         | Capac. | Ref.   |
| Alavés             | Vitoria-Gasteiz       | País Basco            | Estádio de Mendizorroza         | 19 840 | [ 10 ] |
| Athletic Bilbao    | Bilbao                | País Basco            | Estádio de San Mamés            | 53 289 | [ 11 ] |
| Atlético de Madrid | Madrid                | Madrid                | Estádio Metropolitano de Madrid | 70 460 | [ 12 ] |
| Barcelona          | Barcelona             | Catalunha             | Estádio Olímpico Lluís Companys | 55 926 | [ 13 ] |
| Betis              | Sevilha               | Andaluzia             | Estádio de La Cartuja           | 70 000 | [ 14 ] |
| Celta de Vigo      | Vigo                  | Galiza                | Estádio de Balaídos             | 24 870 | [ 15 ] |
| Elche              | Elche                 | Alicante              | Estádio Manuel Martínez Valero  | 31 388 | [ 16 ] |
| Espanyol           | Cornellà de Llobregat | Catalunha             | RCDE Stadium                    | 37 776 | [ 17 ] |
| Getafe             | Getafe                | Madrid                | Coliseum Alfonso Pérez          | 16 500 | [ 18 ] |
| Girona             | Girona                | Gironès               | Estádio Montilivi               | 14 624 | [ 19 ] |
| Levante            | Valência              | Comunidade Valenciana | Estádio Cidade de Valência      | 26 354 | [ 20 ] |
| Mallorca           | Palma de Maiorca      | Ilhas Baleares        | Iberostar Estádio               | 23 142 | [ 21 ] |
| Rayo Vallecano     | Madrid                | Madrid                | Campo de Fútbol de Vallecas     | 14 708 | [ 22 ] |
| Real Madrid        | Madrid                | Madrid                | Estádio Santiago Bernabéu       | 84 000 | [ 23 ] |
| Real Oviedo        | Oviedo                | Astúrias              | Novo Estádio Carlos Tartiere    | 30 500 | [ 24 ] |
| Real Sociedad      | San Sebastián         | País Basco            | Estádio Anoeta                  | 39 131 | [ 25 ] |
| Sevilla            | Sevilha               | Andaluzia             | Estádio Ramón Sánchez Pizjuán   | 43 000 | [ 26 ] |
| Valencia           | Valência              | Comunidade Valenciana | Estádio de Mestalla             | 49 430 | [ 27 ] |
| Villarreal         | Vila-real             | Comunidade Valenciana | Estádio de La Cerámica          | 21 332 | [ 28 ] |

### Treinadores e uniformes
| Time               | Treinador         | Capitão               | Fornecedor | Patrocinador principal | Patrocinadores secundários | Patrocinadores secundários |      |              |                                                                    |
| ------------------ | ----------------- | --------------------- | ---------- | ---------------------- | --- | -------------------------- | ---- | ------------ | ------------------------------------------------------------------ |
| Time               | Treinador         | Capitão               | Fornecedor | Alavés                 | Eduardo Coudet | Antonio Sivera             | Puma | MK Tiyu News | Lista - - Frente: – - Costas: Kutxabank - Manga: EBPay - Calção: – |
| Athletic Bilbao    | Ernesto Valverde  | Iñaki Williams        | Castore    | Kutxabank              | Lista - - Frente: – - Costas: Digi - Manga: – - Calção: Vueling Airlines |                            |      |              |                                                                    |
| Atlético de Madrid | Diego Simeone     | Koke                  | Nike       | Riyadh Air             | Lista - - Frente: – - Costas: – - Manga: Kraken - Calção: ComAve |                            |      |              |                                                                    |
| Barcelona          | Hansi Flick       | Marc-André ter Stegen | Nike       | Spotify                | Lista - - Frente: – - Costas: ACNUR - Manga: Ambilight TV - Calção: – |                            |      |              |                                                                    |
| Betis              | Manuel Pellegrini | Isco                  | Hummel     | Gree Electric          | Lista - - Frente: – - Costas: Trainline - Manga: Drive REVEL - Calção: AUS Global                                                                                              |                            |      |              |                                                                    |
| Celta de Vigo      | Claudio Giráldez  | Iago Aspas            | Hummel     | Estrella Galicia       | Lista - - Frente: – - Costas: Abanca - Manga: – - Calção: – |                            |      |              |                                                                    |
| Elche              | Eder Sarabia      | Pedro Bigas           | Nike       | VegaFibra              | Lista - - Frente: – - Costas: – - Manga: – - Calção: – |                            |      |              |                                                                    |
| Espanyol           | Manolo González   | Javi Puado            | Kelme      | –                      | Lista - - Frente: – - Costas: – - Manga: – - Calção: – |                            |      |              |                                                                    |
| Getafe             | José Bordalás     | Djené Dakonam         | Joma       | Tecnocasa              | Lista - - Frente: – - Costas: – - Manga: – - Calção: – |                            |      |              |                                                                    |
| Girona             | Míchel            | Cristhian Stuani      | Puma       | Etihad Airways         | Lista - - Frente: – - Costas: Marlex - Manga: HYLO - Calção: – |                            |      |              |                                                                    |
| Levante            | Julián Calero     | José Luis Morales     | Macron     | Marcos Automoción      | Lista - - Frente: – - Costas: – - Manga: Levante Blau Home - Calção: – |                            |      |              |                                                                    |
| Mallorca           | Jagoba Arrasate   | Antonio Raíllo        | Nike       | αGEL                   | Lista - - Frente: – - Costas: Juaneda Hospitales; Alua Hotels & Resorts - Manga: OK Mobility - Calção: Air Europa; Ilhas Baleares                                              |                            |      |              |                                                                    |
| Osasuna            | Alessio Lisci     | Sergio Herrera        | Macron     | Kosner                 | Lista - - Frente: – - Costas: Digi - Manga: Celer Light - Calção: Clínica Universidad de Navarra                                                                               |                            |      |              |                                                                    |
| Rayo Vallecano     | Iñigo Pérez       | Óscar Valentín        | Umbro      | Digi                   | Lista - - Frente: – - Costas: – - Manga: – - Calção: – |                            |      |              |                                                                    |
| Real Madrid        | Xabi Alonso       | Dani Carvajal         | Adidas     | Emirates               | Lista - - Frente: – - Costas: – - Manga: HP - Calção: – |                            |      |              |                                                                    |
| Real Oviedo        | Veljko Paunović   | Santi Cazorla         | Adidas     | Digi                   | Lista - - Lado: Oviedo, origen del Camino - Costas: Central Lechera Asturiana; Hyundai Asturdai - Manga: Integra Energía - Calção: Guanajuato Vive Grandes Historias; DEXTools |                            |      |              |                                                                    |
| Real Sociedad      | Sergio Francisco  | Mikel Oyarzabal       | Macron     | –                      | Lista - - Frente: – - Costas: Kutxabank - Manga: – - Calção: – |                            |      |              |                                                                    |
| Sevilla            | Matías Almeyda    | Nemanja Gudelj        | Adidas     | Midea                  | Lista - - Frente: – - Costas: Socios.com - Manga: JD Sports - Calção: – |                            |      |              |                                                                    |
| Valencia           | Carlos Corberán   | José Luis Gayà        | Puma       | TM Real Estate Group   | Lista - - Frente: – - Costas: – - Manga: Divina Seguros - Calção: – |                            |      |              |                                                                    |
| Villarreal         | Marcelino         | Dani Parejo           | Joma       | Pamesa Cerámica        | Lista - - Frente: – - Costas: Ascale - Manga: – - Calção: – |                            |      |              |                                                                    |

### Mudanças de treinadores
| Time          | Antigo treinador | Modo de término      | Posição na tabela | Data da troca       | Novo treinador   | Data da nomeação    |
| ------------- | ---------------- | -------------------- | ----------------- | ------------------- | ---------------- | ------------------- |
| Real Madrid   | Carlo Ancelotti  | Assinou com o Brasil | Pré-temporada     | 23 de maio de 2025  | Xabi Alonso      | 25 de maio de 2025  |
| Real Sociedad | Imanol Alguacil  | Fim de contrato      | Pré-temporada     | 30 de junho de 2025 | Sergio Francisco | 29 de maio de 2025  |
| Sevilla       | Joaquín Caparrós | Fim de contrato      | Pré-temporada     | 30 de junho de 2025 | Matías Almeyda   | 13 de junho de 2025 |
| Osasuna       | Vicente Moreno   | Fim de contrato      | Pré-temporada     | 30 de junho de 2025 | Alessio Lisci    | 1 de julho de 2025  |

## Classificação
| Pos | Equipe             | Pts | J | V | E | D | GP | GC | SG | Classificação ou descenso                                   |
| --- | ------------------ | --- | - | - | - | - | -- | -- | -- | ----------------------------------------------------------- |
| 1   | Barcelona          | 3   | 1 | 1 | 0 | 0 | 3  | 0  | +3 | Fase de Liga da Liga dos Campeões da UEFA de 2026–27        |
| 2   | Rayo Vallecano     | 3   | 1 | 1 | 0 | 0 | 3  | 1  | +2 | Fase de Liga da Liga dos Campeões da UEFA de 2026–27        |
| 3   | Getafe             | 3   | 1 | 1 | 0 | 0 | 2  | 0  | +2 | Fase de Liga da Liga dos Campeões da UEFA de 2026–27        |
| 4   | Villarreal         | 3   | 1 | 1 | 0 | 0 | 2  | 0  | +2 | Fase de Liga da Liga dos Campeões da UEFA de 2026–27        |
| 5   | Athletic Bilbao    | 3   | 1 | 1 | 0 | 0 | 3  | 2  | +1 | Fase de Liga da Liga Europa da UEFA de 2026–27              |
| 6   | Alavés             | 3   | 1 | 1 | 0 | 0 | 2  | 1  | +1 | Play-off da Liga Conferência da UEFA de 2026–27             |
| 7   | Espanyol           | 3   | 1 | 1 | 0 | 0 | 2  | 1  | +1 |                                                             |
| 8   | Real Sociedad      | 1   | 1 | 0 | 1 | 0 | 1  | 1  | 0  |                                                             |
| 9   | Valencia           | 1   | 1 | 0 | 1 | 0 | 1  | 1  | 0  |                                                             |
| 10  | Elche              | 0   | 0 | 0 | 0 | 0 | 0  | 0  | 0  |                                                             |
| 11  | Osasuna            | 0   | 0 | 0 | 0 | 0 | 0  | 0  | 0  |                                                             |
| 12  | Betis              | 0   | 0 | 0 | 0 | 0 | 0  | 0  | 0  |                                                             |
| 13  | Real Madrid        | 0   | 0 | 0 | 0 | 0 | 0  | 0  | 0  |                                                             |
| 14  | Sevilla            | 0   | 1 | 0 | 0 | 1 | 2  | 3  | −1 |                                                             |
| 15  | Levante            | 0   | 1 | 0 | 0 | 1 | 1  | 2  | −1 |                                                             |
| 16  | Atlético de Madrid | 0   | 1 | 0 | 0 | 1 | 1  | 2  | −1 |                                                             |
| 17  | Girona             | 0   | 1 | 0 | 0 | 1 | 1  | 3  | −2 |                                                             |
| 18  | Celta de Vigo      | 0   | 1 | 0 | 0 | 1 | 0  | 2  | −2 | Zona de rebaixamento à Segunda Divisão Espanhola de 2026–27 |
| 19  | Real Oviedo        | 0   | 1 | 0 | 0 | 1 | 0  | 2  | −2 | Zona de rebaixamento à Segunda Divisão Espanhola de 2026–27 |
| 20  | Mallorca           | 0   | 0 | 0 | 0 | 0 | 0  | 0  | 0  | Zona de rebaixamento à Segunda Divisão Espanhola de 2026–27 |

1. ↑  O vencedor da Copa del Rey de 2025-26 também se classifica para a fase de grupos da Liga Europa da UEFA. Se o vencedor da Copa do Rei terminar entre os cinco primeiros da La Liga, a vaga na Liga Europa será passada para o sexto colocado. Se o vencedor da Copa do Rei terminar entre os seis primeiros da La Liga, a vaga na Liga Conferência da UEFA será passada para o sétimo colocado.

## Confrontos
| Mandante \ Visitante | ALA | ATH | ATM | BAR | BET | CEL | ELC | ESP | GET | GIR | LEV | MLL | OSA | RAY | RMA | ROV | RSO | SEV | VAL | VIL |
| -------------------- | --- | --- | --- | --- | --- | --- | --- | --- | --- | --- | --- | --- | --- | --- | --- | --- | --- | --- | --- | --- |
| Alavés               | —   |     |     |     |     |     |     |     |     |     | 2–1 |     |     |     |     |     |     |     |     |     |
| Athletic Bilbao      |     | —   |     |     |     |     |     |     |     |     |     |     |     |     |     |     |     | 3–2 |     |     |
| Atlético de Madrid   |     |     | —   |     |     |     |     |     |     |     |     |     |     |     |     |     |     |     |     |     |
| Barcelona            |     |     |     | —   |     |     |     |     |     |     |     |     |     |     |     |     |     |     |     |     |
| Betis                |     |     |     |     | —   |     |     |     |     |     |     |     |     |     |     |     |     |     |     |     |
| Celta de Vigo        |     |     |     |     |     | —   |     |     | 0–2 |     |     |     |     |     |     |     |     |     |     |     |
| Elche                |     |     |     |     |     |     | —   |     |     |     |     |     |     |     |     |     |     |     |     |     |
| Espanyol             |     |     | 2–1 |     |     |     |     | —   |     |     |     |     |     |     |     |     |     |     |     |     |
| Getafe               |     |     |     |     |     |     |     |     | —   |     |     |     |     |     |     |     |     |     |     |     |
| Girona               |     |     |     |     |     |     |     |     |     | —   |     |     |     | 1–3 |     |     |     |     |     |     |
| Levante              |     |     |     |     |     |     |     |     |     |     | —   |     |     |     |     |     |     |     |     |     |
| Mallorca             |     |     |     | 0–3 |     |     |     |     |     |     |     | —   |     |     |     |     |     |     |     |     |
| Osasuna              |     |     |     |     |     |     |     |     |     |     |     |     | —   |     |     |     |     |     |     |     |
| Rayo Vallecano       |     |     |     |     |     |     |     |     |     |     |     |     |     | —   |     |     |     |     |     |     |
| Real Madrid          |     |     |     |     |     |     |     |     |     |     |     |     |     |     | —   |     |     |     |     |     |
| Real Oviedo          |     |     |     |     |     |     |     |     |     |     |     |     |     |     |     | —   |     |     |     |     |
| Real Sociedad        |     |     |     |     |     |     |     |     |     |     |     |     |     |     |     |     | —   |     |     |     |
| Sevilla              |     |     |     |     |     |     |     |     |     |     |     |     |     |     |     |     |     | —   |     |     |
| Valencia             |     |     |     |     |     |     |     |     |     |     |     |     |     |     |     |     | 1–1 |     | —   |     |
| Villarreal           |     |     |     |     |     |     |     |     |     |     |     |     |     |     |     | 2–0 |     |     |     | —   |